# Aminata Kaba
Pour les articles homonymes, voir Kaba.
Aminata Kaba est une femme politique guinéenne.
Elle est la Ministre de l'Enseignement technique, de la Formation professionnelle et de l'Emploi depuis le 13 mars 2024.
Elle est Ministre de l'Information et de la Communication du 20 août 2022 au 19 février 2024.

## Parcours professionnel
Avant d'être ministre, elle était directrice générale adjointe de l’Autorité de régulation des postes et télécommunications (ARPT) puis directrice générale adjointe de la société de gestion du backbone nationale (SOGEB).
Elle est nommée Ministre des Postes, des Télécommunications et de l’Économie numérique dans le Gouvernement Mohamed Béavogui du 4 novembre 2021 au 20 août 2022, avant d'être remplacée par Ousmane Gaoual Diallo. Elle change de poste ministériel pour devenir ministre de l'information et de la communication en remplacement de Rose Pola Pricemou.
Le 19 février 2024, le gouvernement Bernard Goumou dont elle est membre est dissout par le Comité national du rassemblement pour le développement (CNRD).
Le 13 mars 2024, elle est nommée ministre de l'Enseignement technique, de la Formation professionnelle et de l'Emploi en remplacement d'Alpha Bacar Barry.